# Thích Nữ Huệ Liên
Thích Nữ Huệ Liên hay là ni sư Huệ Liên, tên thật là Trương Thị Bạch Huệ (1958-), là một nữ tu sĩ Phật giáo tại Việt Nam.

## Tiểu sử
Ni sư ‘‘‘Thích Nữ Huệ Liên’’’ sinh năm 1958 tại Sài Gòn, xuất gia năm lên 13 tuổi với Sư bà Thích Nữ Diệu Liên tại Tịnh xá Ngọc Hòa và thọ giới tỳ kheo ni năm 1979.
Ni sư tốt nghiệp cử nhân Phật học khóa thứ nhất tại trường Cao cấp Phật học Việt Nam (Nay là Học viện Phật giáo Việt Nam tại Thành phố Hồ Chí Minh). Ni sư du học tại Ấn Độ năm 1995, tốt nghiệp thạc sĩ Phật học năm 1997, tiến sĩ Phật học năm 2001, tiến sĩ Văn khoa năm 2008. Hiện nay Ni sư là trụ trì Tịnh xá Ngọc Hòa (đường Tân Hòa Đông, quận 6, TP. HCM)..
Từ khi về nước phục vụ Giáo hội, Ni sư lần lượt đảm trách các vai trò trong các Ban trung ương của Giáo hội Phật giáo Việt Nam bao gồm Ban Giáo dục Tăng Ni Trung ương, Ban Hoằng pháp Trung ương, Viện Nghiên cứu Phật học Việt Nam và hiện là Phó thư ký Ban Phật giáo Quốc tế GHPGVN. Ngoài ra, Ni sư còn tham gia nhiều hoạt động từ thiện, giúp nhiều người hiểu được Phật pháp.

## Các chức vụ
• 1988-nay: Trụ trì Tịnh xá Ngọc Hòa

• 2007-2012: 
- Phó thư ký Ban Phật giáo quốc tế GHPGVN,
- Thành viên Hội đồng Điều hành Học viện Phật giáo Việt Nam tại TP.HCM
- Phó Phòng tài vụ Học viện Phật giáo Việt Nam tại TP.HCM
- Phó Khoa Hoằng pháp, Học viện Phật giáo Việt Nam tại TP.HCM
- Ủy viên Ban Hoằng pháp GHPGVN,
- Ủy viên Ban Giáo dục Tăng Ni GHPGVN
- Phó thư ký Ban Hoằng pháp GHPGVN TP.HCM,

• 2012-2017: 
- Phó thư ký, Ban Phật giáo Quốc tế GHPGVN
- Phó Khoa Hoằng pháp, Học viện Phật giáo Việt Nam tại TP.HCM
- Ủy viên Ban Hoằng Pháp Trung ương GHPGVN,
- Ủy viên Ban Giáo dục Tăng Ni Trung ương GHPGVN,
- Thành viên Viện Nghiên cứu Phật học Việt Nam Nam
- Phó Ban Văn hóa Giáo hội Phật giáo Việt Nam Thành phố Hồ Chí Minh,
- Cộng tác viên Tạp chí Thế giới Phật giáo tại TP.HCM
- Trụ trì Tịnh xá Ngọc Hòa tại TP.HCM

## Tác phẩm đã in
- Enlightenment in Buddhism, published by Vietnam Buddhist University, 2011